# Komitee für eine Europäische Währungsunion
Das Komitee für eine Europäische Währungsunion (Comité pour l’UM de l’Europe) wurde von Helmut Schmidt und Valéry Giscard d’Estaing 1986 als private Initiative gegründet. Dadurch sollte die öffentliche und die private Akzeptanz und Verwendung des ECU durch Diskussionen, öffentliche Erklärungen und Detailstudien gefördert werden. um eine Gemeinschaftswährung zu etablieren. Dem Komitee für eine Europäische Währungsunion gehörten einige Unternehmer und Manager an, zum Beispiel: Hans Merkel, Giovanni Agnelli oder Cornelis van der Klugt.
Bei einer unter rund 1000 europäischen Topmanagern durchgeführten Meinungsumfrage des Komitees für eine Europäische Währungsunion wurde grundsätzlich ein großes Interesse an einer einheitlichen Währung festgestellt.